# Antidosis
L'antìdosis (in greco antico: ἀντιδίδωμι?, antidìdomi, che significa "do in cambio") è una pratica giuridica in uso ad Atene in età classica.

## Descrizione
Nel diritto attico non esisteva un sistema di prelievo fiscale come quello moderno, ma lo Stato richiedeva ai cittadini più ricchi di pagare determinati servizi alla comunità (ad es. l'allestimento di una nave da guerra o di un coro tragico o comico). Tali servizi erano detti "liturgie". 
Tuttavia un cittadino che ritenesse di non essere abbastanza ricco poteva rifiutarsi di pagare, ma solo a patto di indicarne un altro, di reddito superiore, che pagasse la liturgia al suo posto. A questo punto il cittadino segnalato aveva due scelte: pagare lui la liturgia oppure rifiutarsi di pagarla sostenendo che chi lo aveva segnalato era in realtà più ricco, e quindi avrebbe dovuto pagare lui. A questo punto lo Stato gli imponeva di scambiare i propri beni con quelli del cittadino che lo aveva segnalato. Se il segnalato si fosse rifiutato avrebbe provato di ritenersi più ricco del segnalatore dimostrando però così di dovere pagare la liturgia. Il caso poteva comunque finire in tribunale dove un giudice avrebbe deciso chi doveva pagare la liturgia.
Un esplicito riferimento a questa procedura giudiziaria si trova nell'orazione di Lisia Per l'invalido al § 9: l'imputato, accusato di percepire indebitamente un sussidio pubblico, così argomenta contro il proprio accusatore che sostiene che egli sia tutt'altro che indigente: "Mi pare che proprio il mio accusatore sia la sola persona al mondo che potrebbe dare l'esatta misura della mia povertà: se infatti fossi stato prescelto come corego per le rappresentazioni tragiche e lo invitassi a uno scambio di beni, preferirebbe fare dieci volte il corego piuttosto che scambiare una sola volta i nostri patrimoni!" (Trad. E Medda).
Antìdosis si intitola anche un'orazione di Isocrate del 353 a.C., dove l'autore sfrutta l'occasione offerta da un processo per antìdosis intentatogli da un certo Lisimaco per esporre una sistematica difesa del proprio metodo educativo: infatti dichiara che per formare un buon oratore, non basta né la téchne retorikè o doctrina (cioè un insieme di regole di retorica che il maestro poteva insegnare agli allievi, come sostenevano i sofisti), né la fusis o ingenium (cioè la conoscenza insita nell'uomo, come sostenevano i socratici), ma c’è bisogno del giusto maestro che insegni la giusta téchne per le caratteristiche naturali dell’allievo. Quindi Isocrate si pone in una posizione intermedia tra le due correnti di pensiero: doctrina e ingenium devono integrarsi. 
Inoltre espone l’idea che l’uomo debba essere eu pepaideuménos, cioè deve avere un’educazione globale, enciclopedica, su tutti i fronti. Quindi nella scuola di Isocrate non si insegnava solo la retorica, la filosofia, la metafisica, ma anche la storia, la letteratura l’arte e tutte le scienze e discipline, che diventano componenti dell’uomo educato, che ha come vertice della sua formazione il saper parlare. Questo è il modello teorico del pensiero di Cicerone nel De oratore: infatti Cicerone si pone come allievo di Isocrate. 